# ArenaBowl VI
Match précédent Match suivant
L'ArenaBowl VI (ou ArenaBowl '92) est le sixième ArenaBowl de l'Arena Football League. Le match oppose le numéro 2 de la saison, le Drive de Detroit, qui termine la saison avec un bilan de 8–2 et le numéro 1, les Predators d'Orlando qui finissent avec un bilan de 9–1. Plus tôt dans la saison régulière, ces deux équipes se sont rencontrées, les Predators remportant le match 50-49 dans la "Miracle Minute".
Le match s'est déroulé à L'Orlando Arena, à Orlando en Floride, le 22 août 1992. 13 680 personnes ont assisté au match. Détroit y dispute son cinquième ArenaBowl consécutif.

## Sommaire du match
Au premier quart-temps, les Predators sont les premiers à frapper. Le kicker Jorge Cimadevilla inscrit un field goal de 48 yards. Le Drive répond avec Broderick Sargent obtenant un touchdown d'un yard. Par la suite, Orlando répond avec Cimadevilla qui marque un autre field goal de 36 yards cette fois.
Au deuxième quart-temps, Cimadevilla reprend le travail avec les Predators avec un field goal de 26 yards. Detroit revient avec Rodney McSwain qui récupère un fumble d'Orlando dans la zone des buts pour un touchdown. Par la suite, les Predators répondent avec le quarterback Ben Bennett complétant une passe de touchdown de huit yards à Eric Drakes. Immédiatement après, le Drive frappe à nouveau avec George LaFrance qui fait un retour de kick off de 57 yards pour un touchdown. Par la suite, les Predators terminent la mi-temps avec Bennett complétant une passe de TD de 8 yards à Carl Aikens.
Au troisième quart-temps, Detroit commence à prendre le contrôle et Flint Fleming obtient un touchdown d'un yard, tandis que le quarterback Gilbert Renfroe complète une passe de touchdown de 24 yards à LaFrance.
Au quatrième quart-temps, Orlando tente de riposter avec Cimadevilla qui marque un field goal de 31 yards. Detroit répond alors que Renfroe complète une passe de touchdown de 15 yards à Langeloh. Les Predators répondent avec Bennett complétant une passe de touchdown de 20 yards à Herkie Walls (avec une transformation ratée), mais le Drive répond avec Renfroe complète une passe de touchdown de 17 yards à Gary Mullen. En fin de match, Orlando marque un dernier touchdown de sept yards, une passe de Bennett à Bryan Moore mais ils ratent la conversion de 2 points.
Avec cette victoire, Détroit gagne son quatrième ArenaBowl en cinq ans.

## Évolution du score
| Temps           | Description des actions                                                                                        | Score |
| --------------- | --- | ----- |
| 1er Quart-temps | |       |
| 08:41           | FG de 48 yards par Cimadevilla                                                                                 | 03-0  |
| 05:14           | TD d'1 yard à la course par Sargent (PAT de Langeloh)                                                          | 03-07 |
| 01:44           | FG de 36 yards par Cimadevilla                                                                                 | 06-07 |
| 2e Quart-temps  | |       |
| 05:50           | FG de 26 yards par Cimadevilla                                                                                 | 09-07 |
| 03:03           | TD à la suite d'un retour de fumble par (PAT de Langeloh)                                                      | 09-14 |
| 00:51           | TD de 8 yards par Drakes à la suite d'une passe de Bennett (PAT de Cimadevilla)                                | 16-14 |
| 00:45           | TD à la suite d'un retour de kickoff de 57 yards par LaFrance (PAT deLangeloh                                  | 16-21 |
| 00:15           | TD de 8 yards par Aikens à la suite d'une passe de Bennett (PAT de Cimadevilla)                                | 23-21 |
| 3e Quart-temps  | |       |
| 10:25           | TD à la suite d'une course de 1 yard par Fleming (PAT de Langeloh)                                             | 23-28 |
| 04:12           | TD de 24 yards par LaFrance à la suite d'une passe de Renfroe (PAT de Langeloh)                                | 23-35 |
| 4e Quart-temps  | |       |
| 14:51           | FG de 31 yards par Cimadevilla                                                                                 | 26-35 |
| 11:08           | TD de 15 yards par Langeloh à la suite d'une passe de Renfroe (PAT de Langeloh)                                | 26-42 |
| 06:38           | TD de 20 yards par Walls à la suite d'une passe de Bennett (échec du PAT par Cimadevilla)                      | 32-42 |
| 04:02           | TD de 17 yards par Mullen à la suite d'une passe de Renfroe (PAT de Langeloh)                                  | 32-49 |
| 01:00           | TD de 7 yards par Moore à la suite d'une passe de Bennett (échec de conversion à 2 pts à la passe par Bennett) | 38-49 |

## Les équipes en présence
| Joueur            | Position  |
| ----------------- | --------- |
| Carl Aikens       | WR        |
| Ben Bennett       | QB        |
| Bryan Brock       | QB        |
| Henry Brown       | OL/DL     |
| Webbie Burnett    | OL/DL, DT |
| Jorge Cimadevilla | K         |
| Eric Drakes       | OL/DL     |
| Phil Ferguson     | OL/DL     |
| Kevin Grisby      | WR/DB     |
| Orsorio Jackson   | WR/LB, DB |
| Jason Kuipers     | OG, OL/DL |
| Lee McCormick     | WR/DB     |
| Bubba Metts       | OL/DL     |
| Bryan Moore       | WR/LB     |
| Curt Mull         | OT, OL/DL |
| Eugene Napoleon   | WR/DB     |
| Duane Nash        | WR/DB     |
| Jerry Odom        | FB/LB     |
| Durwood Roquemore | DB        |
| Jeff Roth         | OL/DL     |
| Rusty Russell     | T         |
| Tony Scott        | WR/DB     |
| Bill Stewart      | FB/LB     |
| Charles Tobias    | OL/DL     |
| Barry Wagner      | WR        |
| Herkie Walls      | WR        |
| Reginald Warnsley | FB/LB     |

| Joueur            | Position  |
| ----------------- | --------- |
| Ron Adams         | QB        |
| Novo Bojovic      | K         |
| John Corker       | LB        |
| Flint Fleming     | OL/DL, DE |
| Erwin Grabisna    | LB, OL/DL |
| Mark Guy          | WR, WR/DB |
| Kenneth Harper    | WR/DB     |
| Billy Harris      | OL/DL     |
| Derek Holloway    | WR        |
| Paul Jokisch      | WR/LB     |
| Quinton Knight    | OL/DL     |
| George LaFrance   | OS        |
| John Langeloh     | K         |
| Andre Langley     | WR/DB     |
| Jody Marshall     | WR/DB     |
| Will McClay       | WR/LB     |
| Rod McSwain       | DB        |
| Gary Mullen       | WR        |
| Tate Randle       | DB        |
| Gilbert Renfroe   | QB        |
| Alvin Rettig      | FB/LB     |
| Jon Roehlk        | G         |
| Lynn Rowland      | OL/DL     |
| Broderick Sargent | RB        |
| Robert Smith      | DE        |
| BT Thompson       | WR/DB     |

## Statistiques par équipe
| Données                   | Detroit | Orlando |
| ------------------------- | ------- | ------- |
| 1er Downs                 | 12      | 16      |
| Yards à la course         | 8       | 48      |
| Yards à la passe          | 229     | 234     |
| Fumbles/Perdu             | 2/2     | 2/2     |
| Yards en retour de Fumble | 0       | 0       |
| Pénalités/Yards           | 7/33    | 8/43    |
| Temps de possession       | 24:38   | 35:22   |
| Conversion de 3e Down     | 2/5     | 1/11    |
| Conversion de 4e Down     | 0/0     | 0/0     |